# Eleição municipal de Timon em 2024
As eleições municipais em Timon de 2024 ocorreram no dia 6 de outubro de 2024, como parte das eleições municipais que acontecerão em todo o Brasil. A atual prefeita é Dinair Veloso (PDT), que tentou a reeleição. O prefeito eleito foi Rafael Leitoa.

## Resultado da eleição para prefeito

### Primeiro turno
| Candidatos a prefeito | Candidatos a vice-prefeito | Número | Coligação                                                                                              | Votação | Percentual |
| --------------------- | -------------------------- | ------ | --- | ------- | ---------- |
| Rafael Leitoa PSB     | Socorro Waquim PP          | 40     | União e Reconstrução (PSB, PP, MDB, PSDB, Cidadania, PODE, Republicanos, PMB, PSD)                     | 44.307  | 44,37%     |
| Dinair Veloso PDT     | Pastor David Colaço UNIÃO  | 12     | Aqui é o Povo (PDT, UNIÃO, DC, PRTB, PT, PCdoB, PV, PSOL, REDE, Solidariedade, Mobiliza, Avante, Agir) | 39.346  | 39,37%     |
| Henrique Júnior PL    | Dra Letícia PL             | 22     | Agora é a Vez do Povo (PL, PRD)                                                                        | 15.882  | 15,89%     |
| Dra Dilcimar NOVO     | Lucien Pinheiro NOVO       | 30     | NOVO (sem coligação)                                                                                   | 395     | 0,40%      |